# Parete
Parete là một đô thị ở tỉnh Caserta trong vùng Campania của Ý, có vị trí cách khoảng 15 km về phía tây bắc của Napoli và khoảng 20 km về phía tây nam của Caserta. Tại thời điểm ngày 31 tháng 12 năm 2004, đô thị này có dân số 10.597 người và diện tích là 5,7 km².
Parete giáp các đô thị: Giugliano in Campania, Lusciano, Trentola-Ducenta.